# Joyce Moriku
Joyce Moriku (sinh ngày 21 tháng 4 năm 1969), là một bác sĩ nhi khoa, học tập và chính trị gia người Uganda. Bà là Bộ trưởng Bộ Chăm sóc sức khỏe ban đầu trong Nội các Uganda. Bà được bổ nhiệm vào vị trí đó vào ngày 6 tháng 6 năm 2016, thay thế Sarah Achieng Opendi, người trở thành Bộ trưởng Bộ Y tế, Tổng cục trưởng. Bà cũng phục vụ như là thành viên của Quốc hội được bầu cho Đại diện Phụ nữ Quận Moyo trong Quốc hội khóa 10 (2016 đến 2021).

## Bối cảnh và giáo dục
Moriku sinh ra ở quận Moyo, tiểu vùng West Nile, thuộc khu vực phía Bắc của Uganda, vào ngày 21 tháng 4 năm 1969. Bà vào trường tiểu học Laropi để học tiểu học và trường trung học cơ sở Metu, ở Moyo, để học O-Level, trước khi bà chuyển đến trường trung học cấp cao Holy Heart ở Gulu để học A-Level.
Năm 1997, Moriku được nhận vào trường Y khoa Đại học Mbarara để học ngành Y học con người, tốt nghiệp Cử nhân Y khoa và Cử nhân Phẫu thuật năm 2002. Năm 2005, cô nhận được bằng sau đại học về lập kế hoạch và quản lý dự án từ Đại học Gulu. Sau đó, bà học Trường Y khoa Đại học Makerere tại Mulago và lấy bằng Thạc sĩ Y khoa Nhi khoa năm 2008. Sau đó, vào năm 2015, Đại học Gulu đã trao cho bà một bằng tiến sĩ về khoa học thần kinh.

## Nghề y
Sau khi có bằng đầu tiên, Moriku thực tập tại Bệnh viện Lacor ở Gulu, từ năm 2002 đến 2003. Từ năm 2003 đến 2005, cô làm điều phối viên y tế cho Tổ chức Hỗ trợ AIDS (TASO), có trụ sở tại Gulu. Từ năm 2005 đến 2008, cô làm nhân viên cấp cao tại Bệnh viện giới thiệu quốc gia Mulago. Sau đó, cô làm Giám đốc y tế, trong một năm tại Mildmay Clinic trên Entebbe Road, từ 2008 đến 2009. Từ năm 2010 đến 2015, cô làm giảng viên khoa nhi tại Đại học Gulu và đồng thời làm bác sĩ tư vấn nhi khoa tại Bệnh viện khu vực Gulu.

## Sự nghiệp chính trị
Năm 2016, Moriku tham gia chính trị dân cử bằng cách tranh cử cho Đơn vị phụ nữ quận Moyo. Bà đã thắng và là người đương nhiệm trong Quốc hội khóa 10 (2016 đến 2021). Vào ngày 6 tháng 6 năm 2016, bà được bổ nhiệm làm Bộ trưởng Bộ Chăm sóc Sức khỏe Ban đầu.